# Flughafen Skopje

i7
i11
i13
Der Internationale Flughafen Skopje (mazedonisch Меѓународен аеродром Скопје, Megjunaroden aerodrom Skopje, IATA-Code: SKP, ICAO-Code: LWSK) ist der wichtigste Flughafen Nordmazedoniens. Er liegt 20 km südöstlich der Hauptstadt Skopje in der Gemeinde Ilinden. Er hat ein zweistöckiges Hauptterminal und ein Luftfracht-Terminal.
Der Flughafen Skopje und der Flughafen Ohrid sind die einzigen internationalen Flughäfen Nordmazedoniens. Er wird für die zivile und für die militärische Luftfahrt genutzt. Neben der nordmazedonischen Armee nutzt auch die NATO einen Teil des Flugplatzes. Das militärische Flugaufkommen wird von der französischen Luftwaffe organisiert. Die deutsche Luftwaffe hat einen Luftumschlagszug auf dem Flughafen stationiert, der den Personen- und Materialtransport zum und vom Kosovo regelt (→ KFOR).
Der Flughafen war zeitweise nach Alexander dem Großen benannt. Im Zuge der Beilegung des Streits um den Namen Mazedoniens mit Griechenland wurde er Anfang Februar 2018 umbenannt und erhielt seinen heutigen Namen.
Der Rahmenvertrag mit dem türkischen Flughafenbetreiber TAV hat eine Laufzeit von 20 Jahren und endet 2030.

## Fluggesellschaften und Ziele
Skopje wird von deutschsprachigen Ländern nonstop angeflogen: Austrian Airlines fliegt seit 1996 bis zu zwei Mal täglich ab Wien, Swiss fliegt mehrmals wöchentlich ab Zürich. Die ungarische low-cost Airline Wizz Air fliegt Skopje mehrmals wöchentlich ab Basel, Berlin, Dortmund, Friedrichshafen, Hahn, Köln/Bonn, Hamburg, Memmingen und Nürnberg an. Helvetic Airways fliegt ab Zürich.
Es bestehen tägliche Verbindungen nach Istanbul mit Turkish Airlines, Ljubljana mit Adria Airways, Zagreb mit Croatia Airlines, Belgrad mit Air Serbia und Rom mit Alitalia.
Es gibt auch Verbindungen nach: Istanbul mit Pegasus Airlines und Beauvais, Bergamo, Charleroi, Eindhoven, Göteborg/Landvetter, London–Luton, Malmö, Stockholm–Skavsta, Treviso mit Wizz Air. Flydubai aus Dubai bedient seit Juli 2012 die Strecke von Dubai nach Skopje (Stand: Januar 2014).
Bis zur Einstellung des Flugbetriebes am 20. Mai 2009 verband die mazedonische Fluggesellschaft Macedonian Airlines MAT die Stadt mit vielen europäischen Städten.

## Verkehrsanbindung
Der Flughafen liegt unmittelbar westlich der Autobahn Autobahn A1 und hat eine eigene Anschlussstelle. Es gibt eine Buslinie zur Hauptstadt Skopje mit wenigen Abfahrten pro Tag. Es gibt mehrere Autovermietungen und Taxis direkt am Flughafen.

## Zwischenfälle
- Am 22. Oktober 1951 verunglückte eine Douglas DC-3/C-47A-20-DK der JAT – Jugoslovenski Aerotransport (Luftfahrzeugkennzeichen YU-ACC) auf dem Flug von Belgrad in der Nähe des Zielflughafens Skopje. Dabei starben zwölf Menschen.[2]

- Am 16. April 1966 wurde eine Douglas DC-3C der jugoslawischen Jugoslovenski Aerotransport (JAT) (YU-ABG) beim Start vom Flughafen Skopje irreparabel beschädigt. Über Personenschäden ist nichts bekannt.[3]

- Am 24. Juli 1992 befand sich eine Antonow An-12BK der Volga-Dnepr Airlines (CCCP-11342) im Anflug auf den Flughafen Skopje, als sich ein schweres Gewitter zusammenzog. Die Piloten versuchten, das Gewitter zu umfliegen, wobei sie die Orientierung verloren, da sie aufgrund des nicht funktionstüchtigen DME ihres Zielflughafens ihre genaue Position nicht kannten. Die Maschine wurde nahe Tetovo in einer Höhe von 1600 Metern gegen einen Berg geflogen, dabei starben alle 8 Insassen (siehe auch Flugunfall der Volga-Dnepr Airlines bei Tetovo).

- Am 5. März 1993 fing eine auf dem Flughafen von Skopje startende Fokker 100 der Palair Macedonian Airways (PH-KXL) an, stark zu vibrieren und zerschellte nach mehreren starken Kippbewegungen hinter der Landebahn; 83 der 97 Passagiere starben. Der Grund für den Unfall war das Fehlen der Flugzeugenteisung (siehe auch Palair-Macedonian-Airways-Flug 301).[4]